# طوني تشاني
طوني تشاني (13 أبريل 1989 في الكاميرون - ) هو لاعب كرة قدم أمريكي وكاميروني في مركز الوسط. شارك مع منتخب الكاميرون لكرة القدم ومنتخب الولايات المتحدة لكرة القدم. أما مع النوادي، فقد لعب مع شيكاغو فاير وفانكوفر وايتكابس وكولومبوس كرو ونادي تورونتو ونيويورك ريد بولز وVirginia Beach Piranhas ‏.

## وصلات خارجية
- طوني تشاني على موقع الدوري الأمريكي (الإنجليزية)
- طوني تشاني على موقع قاعدة بيانات كرة القدم.إي يو (الإنجليزية)
- طوني تشاني على موقع Soccerbase.com (لاعب) (الإنجليزية)
- طوني تشاني على موقع Soccerway.com (الإنجليزية)
- طوني تشاني على موقع عالم كرة القدم.نت (الإنجليزية)
- طوني تشاني على موقع AS.com (الإسبانية)